# Cándido Conde-Pumpido
Cándido Conde-Pumpido Tourón (/ˈkandiðo ˈkonde pumˈpiðo towˈɾon/), né le 22 septembre 1949 à La Corogne, est un magistrat espagnol. Il est juge du Tribunal constitutionnel depuis 2017.
Il commence sa carrière judiciaire en 1974, siégeant au sein de divers tribunaux provinciaux. Au début des années 1980, il est affecté au Pays basque et fait partie des premiers juges à prononcer des condamnations dans le cadre de la guerre sale contre ETA. Il devient, en 1985, président du tribunal de la province de Ségovie.
En 1995, il intègre la chambre pénale du Tribunal suprême, juridiction dont il est le benjamin. Il s'y spécialise dans les délits économiques et financiers, et occupe la place de rapporteur dans la condamnation correctionnelle de trois ex-dirigeants territoriaux du pays. Sur décision du gouvernement Zapatero I, il devient, en 2004, procureur général de l'État, juste après que le Conseil général du pouvoir judiciaire a renoncé à le nommer juge au Tribunal constitutionnel.
Reconduit comme procureur général en 2008, il quitte ce poste en 2011, après le retrait de Zapatero. Il réintègre le Tribunal suprême. En 2017, il est élu magistrat constitutionnel par le Sénat, après un accord entre le Parti populaire et le Parti socialiste. Il devient, six ans plus tard, président du Tribunal constitutionnel.

## Vie privée
Cándido Conde-Pumpido Tourón naît le 22 septembre 1949 à La Corogne. Il est issu d'une famille de juristes, son père, Cándido Conde-Pumpido Ferreiro, est ainsi procureur adjoint au Tribunal suprême dans les débuts de la Transition démocratique.
Il est père de trois enfants, et marié en secondes noces à Clara Martínez de Careaga, magistrate du Tribunal suprême.

## Formation et carrière

### Études et débuts professionnels
Cándido Conde-Pumpido est titulaire d'une licence en droit et sciences économiques et commerciales de l'université de Saint-Jacques-de-Compostelle (USC).
Il entreprend une carrière dans le système judiciaire en 1974. Il est d'abord affecté à Puebla de Sanabria, dans la province de Zamora, puis à O Carballiño, dans la province d'Ourense. En 1981, il accède au grade de magistrat et obtient une place à l'audience provinciale de Saint-Sébastien. Il y côtoie Juan Alberto Belloch, futur ministre de la Justice et fait partie d'un groupe de jeunes magistrats qui décident de conserver leur affectation à long terme sur ce territoire touché par le terrorisme et la violence.
À ce poste, il fait partie des premiers juges à condamner des fonctionnaires de l'État espagnol pour la « guerre sale » contre ETA, tel le commissaire Manuel Ballesteros — pour la fusillade d'un bar en France ayant causé trois morts et neuf blessés — ou les gardes civils Enrique Dorado et Felipe Bayo, pour des actes de torture commis dans une caserne.
Il participe, en 1984, à la fondation de l'association professionnelle Juges pour la démocratie (JpD), dont il est porte-parole jusqu'en 1986, puis entre 1992 et 1994.

### Ascension dans la magistrature
En 1985, Cándido Conde-Pumpido est muté à l'audience provinciale de Ségovie, dont il prend la présidence. Il la conserve dix ans, étant nommé en 1995 magistrat au Tribunal suprême. À l'âge de 45 ans, il est le plus jeune magistrat nommé au sein de la plus haute juridiction espagnole. Il se spécialise dans les délits à caractère économique ou fiscal.
À trois reprises, il est rapporteur de jugements concernant des dirigeants locaux, qui se soldent systématiquement par leur condamnation : l'ancien président de Navarre, Gabriel Urralburu, des faits de corruption, l'ex-président de Cantabrie, Juan Hormaechea, pour injures, et l'ex-maire de Melilla, Ignacio Velázquez, du chef de prévarication. Il est aussi le rapporteur de l'arrêt qui alourdit la condamnation de Luis Roldán, ancien directeur de la Garde civile, dans des affaires de corruption.
Il siège, en outre, au sein de la formation de jugement qui condamne l'ex-ministre de l'Intérieur, José Barrionuevo, et son ancien bras droit, Rafael Vera, dans une affaire d'enlèvement en lien avec la « guerre sale », se prononçant avec la majorité en faveur de leur incarcération. Dans ce procès, il se prononce, en 1996, contre l'audition de Felipe González, ex-président du gouvernement et secrétaire général du Parti socialiste.

### Procureur général de l'État
Alors que le Conseil général du pouvoir judiciaire (CGPJ) doit procéder, en avril 2004, au renouvellement de deux juges du Tribunal constitutionnel, Cándido Conde-Pumpido est pressenti comme l'un des favoris pour être désigné au titre du secteur progressiste. Néanmoins, un vote interne aux membres du CGPJ relevant de ce courant lui préfère, par six voix contre deux, Pascual Sala, qui est effectivement élu le 14 avril.
À peine une semaine plus tard, il est proposé par le gouvernement Zapatero I comme nouveau procureur général de l'État. Il est perçu comme étant proche de José Blanco, secrétaire à l'Organisation du Parti socialiste. Ayant reçu l'appui unanime du CGPJ quant à ses qualités professionnelles, Cándido Conde-Pumpido est formellement nommé par le Conseil des ministres le 23 avril. Il est confirmé dans ses fonctions, quatre ans plus tard, par le gouvernement Zapatero II, lors de la première réunion de son Conseil des ministres.

### Retour au Tribunal suprême
Cándido Conde-Pumpido est relevé de ses fonctions en décembre 2011, à la suite d'une alternance au pouvoir, sans successeur désigné, l'intérim du parquet général revenant à son adjoint, Juan José Martín Casallo. Le désormais ex-procureur général retrouve sa place au Tribunal suprême. En juin 2013, il est à nouveau évoqué comme possible candidat à l'un des deux postes de juge constitutionnel pourvu par le Conseil du pouvoir judiciaire sur proposition des progressistes, mais c'est finalement le président de la chambre civile du Tribunal suprême, Juan Antonio Xiol, qui est désigné.
Il postule à la présidence de la chambre pénale en septembre 2014, recevant sept voix sur vingt, toutes issues du secteur progressiste. Il est ainsi devancé par Manuel Marchena, qui l'emporte avec douze voix, grâce au soutien du courant conservateur, et dont l'ancienneté est considérablement inférieure à la sienne : Conde-Pumpido est en effet le doyen de la chambre, là où Marchena en est le benjamin. Le 13 mai 2021, dans la perspective de ses 72 ans, la commission permanente prononce, à compter du 22 septembre suivant, sa mise à la retraite d'office, ayant atteint la limite d'âge pour travailler dans le corps des magistrats.

### Magistrat du Tribunal constitutionnel
Le Parti populaire (PP) et le Parti socialiste ouvrier espagnol (PSOE) s'entendent, en janvier 2017, pour procéder au renouvellement des quatre magistrats du Tribunal constitutionnel que doit désigner le Sénat. Le 7 février, Cándido Conde-Pumpido est présenté comme candidat par l'Assemblée de Madrid avec le soutien du PP et du PSOE, puis — conformément à l'accord précité — retenu, le 1er mars, par la commission des Nominations, aux côtés de Ricardo Enríquez, Alfredo Montoya et María Luisa Balaguer.
Il est effectivement élu, une semaine plus tard, juge constitutionnel par la séance plénière de la chambre haute des Cortes Generales, recevant 197 voix sur 218 exprimées, soit 37 voix de plus que la majorité des trois cinquièmes requise, mais le plus faible résultat parmi les quatre candidats proposés. Le Tribunal confirme, le 10 mars, qu'ils remplissent les conditions de nationalité et d'ancienneté professionnelle pour y siéger, après quoi ils prêtent serment devant le roi Felipe VI le 14 mars puis sont installés dans leurs fonctions le lendemain.
En juillet 2021, il est contraint de s'excuser publiquement auprès de ses pairs pour des « expressions malheureuses » contenues dans le brouillon de son opinion dissidente déposée contre l'arrêt du Tribunal constatant l'inconstitutionnalité de l'état d'alerte proclamé dans le cadre de la pandémie de Covid-19, par lesquelles il qualifiait la décision rendue d'« exercice plus proche de celui d'un Lego ou d'un juriste de salon que de l'interprète supérieur de la Constitution ». À l'occasion du renouvellement de 2022, il est pressenti comme candidat à la présidence de l'institution des garanties constitutionnelles.
Le 11 janvier 2023, il est effectivement élu président du Tribunal constitutionnel, obtenant six voix — toutes du secteur progressiste — contre cinq à María Luisa Balaguer, également progressiste et qui bénéficiait du soutien des quatre magistrats conservateurs.